# 오카베 다카노부
오카베 다카노부(일본어: 岡部 孝信, 1970년 10월 26일~)는 일본의 스키점프 선수, 지도자이다. 올림픽에 3회 참가했으며 1994년 동계 올림픽에서 라지힐 단체전 은메달을 획득했고 1998년 동계 올림픽에서 라지힐 단체전 금메달을 획득했다. 또한 세계 선수권 대회에서 금메달 1개, 은메달 1개 ,동메달 3개를 획득했다.